# Aegiphila cordata
Aegiphila cordata là một loài thực vật có hoa trong họ Hoa môi. Loài này được Poepp. mô tả khoa học đầu tiên năm 1845.